# 西村捨三
西村 捨三（にしむら すてぞう、天保14年7月29日〈1843年8月24日〉 - 明治41年（1908年）1月14日）は、日本の武士（彦根藩）、内務官僚、政治家。第4代沖縄県令、第6代官選大阪府知事、初代内務省警保局長などを務めた。

## 来歴
彦根藩士。彦根藩作事奉行・西村又次郎の三男。母親は捨三が生まれた翌年に没した。
- 1857年（安政4年）から4年間藩校弘道館で学び、
- 1861年（文久元年）、19歳で江戸に留学した。戊辰戦争では甲州方面、北関東各地を転戦し、流山では近藤勇の捕縛に立ち会う。
- 1872年（明治5年）藩主井伊直憲の欧米巡行に随行する。
- 1876年（明治9年）政府に入り、大久保利通の推挙により内務省奏任御用掛となる。少書記官、権大書記官、大書記官、庶務局長を経て、
- 1881年（明治14年）、内務省警保局長に就任。
- 1883年（明治16年）、沖縄県令に就任。沖縄県令時代には、北大東島、南大東島の調査に携わり、両島の日本領土編入に尽力した。
- 1886年（明治19年）、内務省土木局長に就任。河川道路の改修に力を入れる。
- 1889年（明治22年）、大阪府知事に就任。特別市制が施行されたため、初代大阪市長代行も兼務した[2]。コレラの流行や新町の火災、水道建設の要望がおこり、その対応に尽力した。2年強の府知事在任期間には、大阪府立商品陳列所、勝山農学校（現大阪府立大学）の創設、木村長門守表忠碑の建碑などの業績を残した[3]。
- 1891年（明治24年）に第1次松方内閣で農商務次官に就任、
- 1893年3月に農商務次官退官[4]。北海道炭礦鉄道 第3代社長に就任。
- 1895年（明治28年）、近江鉄道を創立。
- 1897年（明治30年）、大阪築港事務所初代所長に就任。同年から開始した大阪築港工事に要する資金(大阪市年間予算の230倍に相当)の海外調達に尽力[5]した。就任から5年後、第一期工事がほぼ完成に向かっているとき、病気のため退職。
- 1908年（明治41年）、66歳で死去した[6]。

## 栄典
- 1889年（明治22年）11月25日 - 大日本帝国憲法発布記念章[7]
- 1892年（明治25年）6月29日 - 勲三等瑞宝章[8]

## エピソード

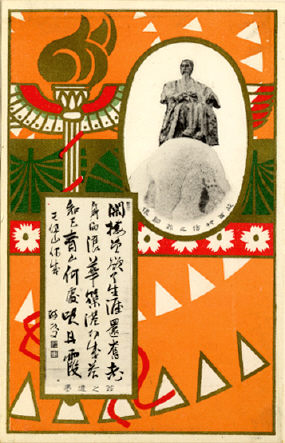
西村捨三銅像絵葉書（大阪市立図書館デジタルアーカイブ）

- 大久保利通と親交が深く、大久保が紀尾井坂の変で暗殺された後、金井之恭、奈良原繁らとともに、紀尾井坂に「贈右大臣大久保公哀悼碑」を建立した。
- 大東義徹らとともに近江鉄道の設立に深く関与し、設立後取締役を務めた。また、北海道炭礦鉄道社長でもあった。
- 四条畷神社の創建に関係し、京都の平安遷都千百年紀念祭の時代行列（時代祭）の創出、住吉神社の古神事「宝の市」の再興など、祭礼の近代化に貢献し、偉人の顕彰・建碑にも熱心だった。
- 死後従三位勲二等瑞宝章に叙せられた。
- 画家の柳原良平はひ孫にあたる。
- 大阪市港区の天保山公園に「西村捨三翁像」が建立されている。
- 明治天皇の覚えもめでたく、「捨三」と呼ばれていた。
- 西村捨三が亡くなった時、朝日新聞主筆だった西村天囚は「衣冠の俠客 酔処翁を送る」という追悼文を寄せた[9]。

## 主な著書
- 『治水汎論』（国立国会図書館デジタルコレクション）
- 「内地沖縄支那朝鮮図」
- 『御祭草紙』（口述）（国立国会図書館デジタルコレクション）
- 大植寿栄一／編『西村捨三翁小伝』